# 케이티 커츠먼

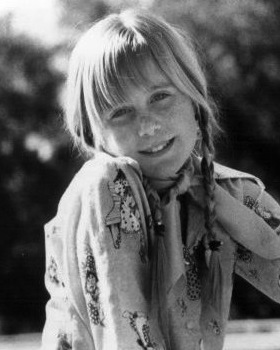

케이티 커츠먼(Katy Kurtzman, 1965년 9월 16일 ~ )은 미국의 배우이자 모델리스트이다.
1965년 9월 16일 워싱턴 D.C.에서 태어나 어린이 배우로서 경력을 시작했다.

## 참여 작품
- 하와이 파이브-O
- 다이너스티 (1981년 드라마)
- 그레이 아나토미